# Elisa Radziwill
Elisa Radziwiłł (en alemán: Elisa Radziwill; en lituano: Elžbieta Radvilaitė; Berlín, 28 de octubre de 1803-Bad Freienwalde, 27 de agosto de 1834) fue una noble polaca-lituana que fue novia del príncipe alemán que se convertiría en el emperador Guillermo I de Alemania.

## Biografía
Elisa era hija del príncipe Antoni Radziwiłł y de la princesa Luisa de Prusia, nieta del rey Federico Guillermo I de Prusia. Debido a su linaje era pariente de la casa real prusiana, de la dinastía Hohenzollern. El príncipe Guillermo, su primo segundo y presunto heredero al trono de Prusia, se enamoró de ella.
El matrimonio del príncipe era muy importante para la corona prusiana. Su padre, el rey Federico Guillermo III, estaba conforme con la relación entre Guillermo y Elisa, pero algunos miembros de la corte prusiana descubrieron pruebas históricas de que los ancestros de Elisa no eran de noble linaje, sino que habían adquirido el título de príncipes comprándolo en 1515 al emperador Maximiliano I del Sacro Imperio Romano Germánico. A ojos de la elitista nobleza prusiana, Elisa no era lo bastante noble para casarse con el heredero al trono.
De esta forma, en 1824, el rey de Prusia pidió al emperador Alejandro I de Rusia (que no tenía hijos) que adoptara a Elisa, para ennoblecer su linaje, pero el gobernante ruso declinó la propuesta. El rey de Prusia intentó que el tío de Elisa, el príncipe Augusto de Prusia, llevara a cabo la adopción, pero también declinó. Además, otro factor fue que la reina Luisa de Prusia y sus allegados estaban enemistados con la familia de Elisa y utilizaron sus contactos en las cortes alemanas y rusas para evitar el matrimonio. Por último, un comité de la nobleza prusiana declaró que la adopción no cambiaba "la sangre".
Así, en junio de 1826, el padre de Guillermo se vio obligado a pedirle a su hijo a que renunciara a un matrimonio potencial con Elisa. En los meses siguientes, el príncipe comenzó a buscar una novia más adecuada, pero no renunció a sus vínculos emocionales con Elisa. Finalmente, el príncipe Guillermo pidió la mano de Augusta de Sajonia-Weimar-Eisenach, en matrimonio el 29 de agosto de 1826 (por escrito y mediante la mediación de su padre. Guillermo se encontró por Elisa por última vez en 1829.
Posteriormente, Elisa se prometió con el Fürst (príncipe) Federico de Schwarzenberg, pero el enlace no llegó a celebrarse. Murió soltera en 1834 debido a la tuberculosis.
La historiadora Karin Feuerstein-Prasser ha señalado, sobre la base de la evaluación de la correspondencia entre Guillermo y Elisa, las diferentes expectativas que tenía sobre Elisa y su futura esposa, Augusta: Guillermo escribió a su hermana, la emperatriz Alejandra Fiódorovna, esposa del emperador Nicolás I de Rusia, refiriéndose a Elisa Radziwiłł: "La verdad es que sólo se puede amar una vez en la vida" y con respecto a Augusta confesó: "La princesa es agradable e inteligente, pero me deja impasible". Augusta estaba enamorada de su futuro esposo y esperaba un matrimonio feliz, pero no fue así. La relación tormentosa entre Guillermo y Augusta fue conocida por Elisa, que consideraba que habría sido una mejor esposa para el príncipe prusiano.